# Idaea scaura
Idaea scaura är en fjärilsart som beskrevs av Turner 1922. Idaea scaura ingår i släktet Idaea och familjen mätare. Inga underarter finns listade i Catalogue of Life.